# Pure Reason Revolution
I Pure Reason Revolution, nome spesso abbreviato in PRR, sono un gruppo progressive rock britannico fondato nel 2003 a Londra all'Università di Westminster.

## Formazione

### Formazione attuale
- Jon Courtney - voce, chitarra, tastiere (2003-)
- Chloë Alper - voce, basso, tastiere (2003-)
- Jamie Willcox - voce, chitarra (2005-)
- Paul Glover - batteria (2006-)

### Ex componenti
- Greg Jong - voce, chitarra (2003-2005)
- Jim Dobson - tastiere, basso, violino, chitarra, voce (2003-2006)
- Andrew Courtney - batteria (2003-2006)

## Discografia

### Album studio
- 2006 - The Dark Third
- 2009 - Amor Vincit Omnia
- 2010 - Hammer and Anvil
- 2020 - Eupnea
- 2022 - Above Cirrus

### Album dal vivo
- 2008 - Live at NEARfest 2007

### EP
- 2005 - Cautionary Tales for the Brave
- 2011 - Valour EP

### Singoli
- 2004 - Apprentice of the Universe
- 2005 - The Bright Ambassadors of Morning
- 2005 - The Intention Craft
- 2007 - Victorious Cupid
- 2009 - Deus Ex Machina